# Amsterdam (Coldplay)
"Amsterdam" is een nummer van de Britse band Coldplay. Het nummer verscheen op hun tweede studioalbum A Rush of Blood to the Head uit 2002.

## Achtergrond
"Amsterdam" is geschreven door alle bandleden en geproduceerd door de band in samenwerking met Ken Nelson. Het nummer verscheen als de elfde en laatste track op A Rush of Blood to the Head. Het nummer dankt zijn naam aan het feit dat het is geschreven in de Nederlandse hoofdstad Amsterdam.
"Amsterdam" is geschreven aan het begin van de tournee ter promotie van Parachutes, het debuutalbum van Coldplay. Tijdens deze tournee werd het nummer al live gespeeld; op 7 augustus 2001 maakte het zijn debuut tijdens het concert in het Enmore Theatre in Sydney. Tijdens de tournee ter promotie van A Rush of Blood to the Head werd het nummer opnieuw live gespeeld. Een opname tijdens deze tournee verscheen op het livealbum Live 2003.

## NPO Radio 2 Top 2000
| Nummer met noteringen in de NPO Radio 2 Top 2000 | '18  | '19  |
| ------------------------------------------------ | ---- | ---- |
| Amsterdam                                        | 1656 | 1841 |

1. ↑  Een vetgedrukt getal geeft de hoogste notering aan.
2. ↑  2018 was het eerste jaar met een notering voor dit nummer.
3. ↑  Deze tabel is bijgewerkt tot en met de laatste editie (2024).